# Lubao (territorium)
Lubao är ett territorium i Kongo-Kinshasa. Det ligger i provinsen Lomami, i den centrala delen av landet, 1 200 km öster om huvudstaden Kinshasa.